# Джерело (с. Ташлик)
Джерело — гідрологічна пам'ятка природи місцевого значення. Об'єкт розташований на території Черкаського району Черкаської області, село Ташлик.
Площа — 0,02 га, статус отриманий у 2006 році.